# طعم گیلاس
طعم گیلاس فیلم ایرانی در سبک مینیمالیستی به کارگردانی و نویسندگی عباس کیارستمی در سال ۱۳۷۶ است.
فیلم دربارهٔ مردی است که در حومهٔ شهر تهران، با اتوموبیلش دنبال کسی می‌گردد که تقاضای پردردسر او را در ازای دریافت ۲۰۰ هزار تومان پول انجام دهد.
کیارستمی برای طعم گیلاس جایزهٔ نخل طلا جشنواره فیلم کن ۱۹۹۷ را به دست آورد. این دستاورد یکی از مهم‌ترین جوایز تاریخ سینما و هنر ایران است.

## بازیگران
| بازیگر              | نقش                    |
| ------------------- | ---------------------- |
| همایون ارشادی       | آقای بدیعی             |
| عبدالحسین باقری     | کارگر موزهٔ تاریخ طبیعی |
| افشین خورشید باختری | پلاستیک جمع کن         |
| صفرعلی مرادی        | سرباز                  |
| میرحسین نوری        | طلبه                   |
| احمد انصاری         |                        |
| حمید معصومی         |                        |
| الهام ایمانی        |                        |

## داستان
آقای بدیعی (با بازی همایون ارشادی) مردی میانسال، قصد خودکشی دارد و قبرش را در کنار درختی کنده است. او می‌خواهد قرص‌های خوابش را یک جا بخورد و شب در این قبر بخوابد. بدیعی دنبال کسی است که پس از مرگش، صبح فردا روی جسد او خاک بریزد. در مسیری که برای یافتن چنین کسی پیش می‌گیرد با افراد مختلفی مانند یک سرباز، طلبهٔ افغان و مردی که کارگر موزهٔ تاریخ طبیعی است روبه‌رو می‌شود و از آن‌ها می‌خواهد فردا صبح سراغ او بیایند و «بیست بیل خاک» روی او بریزند و پاکتی را با ۲۰۰ هزار تومان پول که در داشبورد ماشین است به عنوان دستمزد بردارند. سرباز پیشنهاد را رد و به سمت پادگانش فرار می‌کند، طلبهٔ افغان شروع به موعظهٔ بدیعی می‌کند و خودکشی را برخلاف تعالیم اسلام و دستورهای قرآن می‌داند اما کارگر موزه که بعداً معلوم می‌شود پرندگانی مثل بلدرچین و کبک را برای تاکسیدرمی در موزه شکار می‌کرده، با تعریف ماجرایی از روز خودکشی خودش و این که چطور «طعم یک توت مانع خودکشی او شده» پیشنهاد او را می‌پذیرد.
در پایان فیلم هنگامی‌که منتظر دیدن سرنوشت «بدیعی» هستیم، تصاویری از پشت صحنه، کارگردان و گروه فیلمبرداری و بازیگر نقش اصلی می‌بینیم.

## تحلیل و نظرها
- مجله تایم در سال ۲۰۰۹ طعم گیلاس را به عنوان یکی از ۱۰ فیلم برتر تاریخ جشنواره کن نامید.[۱]
- این فیلم در نظرسنجی منتقدان و نویسندگان ماهنامه سینمایی فیلم به عنوان یکی از بهترین فیلم‌های تاریخ سینمای ایران انتخاب شده است.
- در کنار استقبالی که از این فیلم شد، راجر ایبرت منتقد سینما در شیکاگو سان-تایمز، طعم گیلاس را در فهرست فیلم‌های سال ۱۹۹۷ که از آن‌ها گریزان است قرار داده و آن را خسته‌کننده دانسته است. راجر در نقدش اشاره کرده پس از تماشای فیلم، جاناتان روزنبام منتقد شیکاگو ریدر و دیو کِهر منتقد نیویورک دیلی نیوز که هر دو را قبول دارد، در لابی هتلش ملاقات می‌کند که معتقد بوده‌اند فیلم، شاهکار بوده است اما ابرت معتقد است پادشاهی بدون لباس دیده است.[۲]
- بنیاد فیلم بریتانیا طعم گیلاس را در سال ۲۰۱۲ در فهرست ده فیلم برتر تاریخ معاصر سینما مفهومی قرار داده است.
- سایت‌اندساوند در مقاله در مورد طعم گیلاس نوشت: این فیلم از جمله اثرهای دراماتیک با دیالوگ‌های درخشان است.
- مجموعه کرایتریون در سال ۱۹۹۹ این فیلم را در مجموعه آثار خود معرفی کرده است.
- مجله گاردین در سال ۲۰۱۸ در فهرست برترین فیلم‌های برنده نخل طلا در تاریخ جشنواره کن، طعم گیلاس را در جایگاه دوم قرار داد.
- انیس واردا طعم گیلاس را یکی از بهترین فیلم‌های ساخته شده دو دهه خواند و این اثر را در لیست فیلم‌های مورد علاقه خود قرار داد.
- پیتر بردشاو در سال ۲۰۱۸ در توضیح فیلم طعم گیلاس آورده است: بدون شک این فیلم یک شاهکار از عباس کیارستمی، یکی از بزرگ‌ترین شاعران سینماست. فیلمی با داستان عجیب و غریب، زیبا و غم‌انگیز که حتی اکنون نیز نمی‌توان آن را دقیقاً تفسیر کرد.
- اومبرتو روسی منتقد ایتالیایی این فیلم را به عنوان، اثری با قدرت نادر، متنی که در کنار شخصیت‌ها وجود واقعی دارد، تعریف کرد.
- کیارستمی خود در مورد این فیلم گفت: تفاوت و شباهت کار ما کارگردان‌ها با روان‌شناسان در این است که کارگردان، در سطح جامعه معضلات را می‌بیند و نقطهٔ درد را نشان می‌دهد ولی همان‌جا رها می‌کند و از اینجا به‌بعد، حیطهٔ او نیست. این جامعهٔ روان‌پزشکی است که پس از تشخیص، به درمان درد هم می‌پردازد.

## جوایز
| سال  | جشنواره                             | بخش                    | نامزدی        | نتیجه    | جایزه        |
| ---- | ----------------------------------- | ---------------------- | ------------- | -------- | ------------ |
| ۱۹۹۷ | جشنواره فیلم کن                     | بهترین فیلم            | عباس کیارستمی | برنده    | نخل طلا      |
| ۱۹۹۸ | جایزه انجمن منتقدان فیلم بوستون     | بهترین فیلم خارجی زبان | عباس کیارستمی | برنده    |              |
| ۱۹۹۸ | جایزه حلقه منتقدان فیلم نیویورک     | بهترین فیلم خارجی زبان | عباس کیارستمی | نامزدشده |              |
| ۱۹۹۹ | جایزه انجمن ملی منتقدان فیلم آمریکا | بهترین فیلم خارجی زبان | عباس کیارستمی | برنده    |              |
| ۱۹۹۹ | جایزه انجمن منتقدان فیلم آرژانتین   | بهترین فیلم خارجی      | عباس کیارستمی | نامزدشده | شاهرخ نقره‌ای |
| ۱۹۹۹ | جایزه انجمن منتقدان فیلم شیکاگو     | بهترین فیلم خارجی زبان | عباس کیارستمی | نامزدشده |              |

- نامزد بهترین فیلم جشنواره بین‌المللی فیلم تلورید ۱۹۹۷
- برنده جایزه ویژه جشنواره بین‌المللی فیلم استانبول ۱۹۹۹
- نامزد جایزه بهترین فیلم دهه از نگاه منتقدان ویلج ویس ۱۹۹۹

## انتشار
مجموعه کرایتریون نسخه بلوری (Blue-ray) فیلم «طعم گیلاس» را در ۷ آوریل سال ۲۰۲۰ منتشر کرد.